# Etheostoma artesiae
Etheostoma artesiae és una espècie de peix de la família dels pèrcids i de l'ordre dels perciformes.

## Descripció
Fa 8 cm de llargària màxima.

## Hàbitat
És d'aigua dolça, bentopelàgic i de clima temperat.

## Distribució geogràfica
Es troba als Estats Units: la conca del riu Mississippí.